# Natalia Alimova
Natalia Adamovna Alimova (en russe : Наталья Адамовна Алимова) est une ancienne joueuse de volley-ball russe née le 9 décembre 1978 à Saint-Pétersbourg. Elle mesure 1,92 m et jouait au poste de centrale. Elle a totalisé 20 sélections en équipe de Russie.

## Clubs
| Club                     | De        | À         |
| ------------------------ | --------- | --------- |
| TTU Saint-Pétersbourg    | 1995-1996 | 1996-1997 |
| Ecran Saint-Pétersbourg  | 1997-1998 | 1997-1998 |
| TTU Saint-Pétersbourg    | 1998-1999 | 2000-2001 |
| MGFSO Moscou             | 2001-2002 | 2001-2002 |
| Johnson Matthey Spezzano | 2002-2003 | 2002-2003 |
| Leningradka              | 2003-2004 | 2010-2011 |
| Zaretchie Odintsovo      | 2011-2012 | 2011-2012 |
| Fakel Novy Ourengoï      | 2012-2013 | 2013-2014 |
| Leningradka              | 2015-2016 | 2015-2016 |